# Sérologie

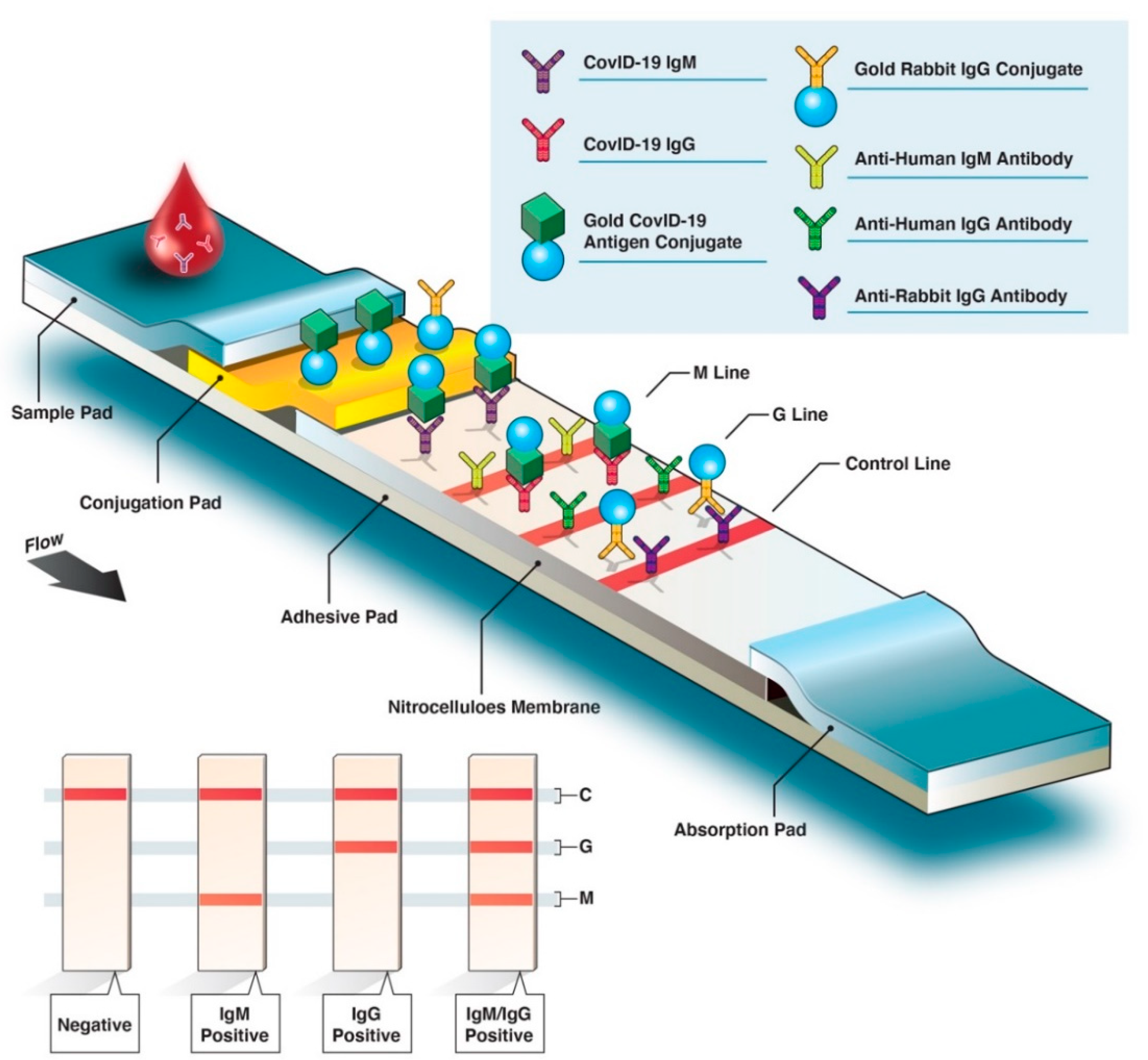
Présentation du test sérologique de diagnostic rapide. Les tests de diagnostic rapide (TDR) sont généralement basés sur un immunodosage colorimétrique à flux latéral, dans lequel les anticorps de l'hôte migrent à travers un tampon adhésif (par exemple, la nitrocellulose) et interagissent avec les antigènes spécifiques du virus liés et les anticorps secondaires (anticorps IgM/G antihumains). Les antigènes conjugués spécifiques du SRAS-CoV-2 (marqués ici avec de l'or) se lieront aux anticorps hôtes correspondants. Au fur et à mesure que les complexes anticorps-antigène remontent la membrane, les anticorps IgM anti-SARS-CoV-2 liés interagissent avec les anticorps secondaires anti-IgM fixes sur la ligne M, et les anticorps IgG anti-SARS-CoV-2 interagissent avec les anticorps anti-IgG sur la ligne G. Si l'échantillon de sang ne contient pas d'anticorps spécifiques au SRAS-CoV-2, les lignes M ou G n'apparaissent pas dans les résultats finaux du test ; seule la ligne de contrôle (C) sera révélée.

La sérologie  est l'étude des sérums et des variations ou modifications de leurs propriétés au cours des maladies.
Depuis les progrès de la biologie, elle consiste surtout, via ce qu'on appelle communément une analyse de sang, à mettre en évidence des indices de présence d'agents pathogènes dans l'organisme, au moyen de différents tests. Elle permet une approche quantitative et qualitative, avec par exemple le dosage d'anticorps spécifiques. Elle est donc liée à l'étude des immunoglobulines du sérum sanguin ou d'autres liquides organiques. Elle est utilisée comme outil diagnostic, comme outil de dépistage (SIDA, hépatite, etc.), comme outil épidémiologique et de plus en plus écoépidémiologique. 
En raison de réactions croisées, du développement à bas bruit de certains pathogènes, ou du délai nécessaire à l'apparition détectable d'anticorps, ce n'est pas un outil de diagnostic fiable à 100 %.
Une « sérologie positive » pour un micro-organisme X (ou séropositivité) signifie simplement que l'organisme a, dans un passé plus ou moins récent, combattu le micro-organisme X et synthétisé des anticorps dirigés contre celui-ci. Ce micro-organisme peut ne plus être présent, mais si plusieurs sérologies successives montrent une augmentation du taux d'anticorps, c'est qu'il y a infection (ou réinfection) en cours.

## Procédure
La sérologie s’effectue sur un prélèvement sanguin veineux (en général au pli du coude). Il n'est pas indispensable d'être à jeun. Pour établir un diagnostic, deux prélèvements espacés de deux à quatre semaines sont souvent utiles pour montrer une ascension marquant une infection récente. Les dépistages nécessitent en général un seul prélèvement.

## Principes
Généralement, la sérologie consiste à évaluer l'immunité contre une maladie en mesurant la quantité d'anticorps spécifiques de celle-ci. 

Elle peut être utilisée également pour s'assurer de l'efficacité d'une vaccination (c'est le cas par exemple pour l'hépatite B). Elle peut enfin servir au diagnostic d'une maladie auto-immune.

Le taux d'anticorps augmente après un contact avec un agent pathogène, si celui-ci est détecté par le système immunitaire. 

Les premiers anticorps produits, après un temps de latence, appartiennent à la classe des IgM (immunoglobulines M). 
Celle-ci laisse progressivement place à une autre classe, les IgG (immunoglobulines G), qui seront plus durablement produites par l'organisme. 

En cas de réinfection par un même agent pathogène, le taux d'IgG réaugmente brutalement par un phénomène mémoire du système immunitaire vis-à-vis du pathogène. 
Le temps de latence et l’effet mémoire diffèrent selon les maladies, et selon le patient et l'état de son système immunitaire. certains microbes (virus de la grippe par exemple) peuvent, au moins provisoirement, mais à plusieurs reprises successives, déjouer le système immunitaire en changeant par mutation leurs protéines de surface, ou en utilisant une sorte de déguisement constitué de protéines directement prélevées à l'hôte. Leur détection par le système immunitaire et par la sérologie peut alors être plus tardive.
La sérologie n’est pas appliquée à toutes les infections. Une liste non exhaustive est proposée ci-après :

### Sérologie bactérienne
- Brucellose : séroagglutination de Wright et immunofluorescence indirecte
- Salmonelloses
- Syphilis
- Streptocoques : Anti StreptoLysines O et Anti streptodornase B,

etc.

### Sérologie parasitaire
- Toxoplasmose
- Paludisme

### Détermination du statut immunitaire pour la vaccination
- sérologie VZV avant vaccination chez les personnels de santé
- sérologie VHA avant vaccination chez les sujets à risque
- sérologie quantitative VHB après vaccination pour vérifier l'efficacité du vaccin
- sérologies polio et ROR éventuellement avant et après vaccination chez les immunodéprimés,

etc.

## Techniques
Il existe de nombreuses techniques de détection des anticorps :
- Précipitation en milieu liquide ou en milieu solide
- Agglutination passive
- Test de fixation du complément
- Inhibition de l'hémagglutination
- Neutralisation (d'une propriété de l'antigène)
- Immunofluorescence
- Méthode immuno-enzymatique ELISA
  - ELISA indirect
  - ELISA sandwich
  - ELISA compétition
- Western-blot (ou Westernblot)
- Radio-immunologie (en particulier pour les dosages hormonaux)

La sensibilité et la spécificité varient d’une technique à une autre, donc influent sur le choix de la technique retenue. 

Pour un dépistage on cherche à avoir très peu de faux négatifs, c’est pourquoi une technique plus sensible sera valorisée. Inversement pour une confirmation, on cherche à avoir très peu de faux positifs, ainsi une technique plus spécifique conviendra mieux.

## Sérologie positive ou négative
La réponse immunitaire à une infection fait parfois intervenir la création d'anticorps.

La présence d'anticorps spécifiques à une maladie indique que la personne, à un moment donné dans le passé, a été infectée par la maladie ou est simplement entrée en contact avec l'agent pathogène. On dit que la personne a une sérologie positive, ou bien est séropositive. 
Inversement, l'absence d'anticorps indique habituellement que la personne n'a pas été contaminée, la personne est dite séronégative.
Il s'agit d'une méthode indirecte puisqu'elle ne cherche pas la présence de l'agent pathogène mais la réponse du système immunitaire contre cet agent pathogène.
Depuis la découverte du VIH par l'opinion publique au milieu des années 1980, le terme « séropositif » désigne dans le langage courant une personne qui a obtenu un résultat positif à un test de détection d'anticorps dirigés contre des protéines apparentées au VIH (ELISA ou Western Blot). Un test positif confirmé par Western blot signifie que le sujet a été contaminé par le virus VIH, ou, plus exactement, qu'à la suite d'un contact avec ce virus, son système immunitaire a fabriqué des anticorps. En effet, ce test n'explore que la présence d'anticorps et non pas directement celle du virus.
Dans l'absolu, le terme n'est pas spécifique au VIH. Lorsqu'on dit par exemple d'une femme enceinte qu'elle est séropositive pour la toxoplasmose, cela signifie qu'elle a déjà été en contact avec la toxoplasmose et qu'il n'y a plus de risque qu'elle l'ait de nouveau au cours de cette grossesse.
De même pour les maladies auto-immunes, la présence d'un anticorps auto-immun sera indiquée par le terme de séropositivité, et son absence par le terme de séronégativité. Les polyarthrites rhumatoïdes sont ainsi dites séropositives lorsque la recherche d'anticorps appelé facteur rhumatoïde est présent.

## Séroconversion
La séroconversion est le passage d'une séronégativité à une séropositivité. Ce terme est souvent utilisé en obstétrique ou en médecine fœtale pour désigner la date de survenue d'une infection, par exemple la toxoplasmose. Ainsi les conséquences d'une séroconversion sur le fœtus dépendent du terme de la grossesse ou de l'âge gestationnel du fœtus.